# Daimler DZVR 21
Daimler DZVR M 21 (nazwa wojskowa Sd.Kfz. 3) – niemiecki samochód pancerny z okresu po I wojnie światowej.

## Historia konstrukcji
W 1919 roku, w związku z zapotrzebowaniem armii niemieckiej na samochody pancerne, dowództwo zwróciło się do kilku firm motoryzacyjnych o budowę takich pojazdów. Jedną z nich była Daimler-Motoren-Gesellschaft, która opracowała samochód pancerny oznaczony jako DZVR. Samochód ten został zbudowany na podwoziu budowanego przez tę firmę ciągnika rolniczego, przy zastosowaniu całego jego osprzętu i wydłużeniu podwozia. Opancerzenie wykonano w firmie Kruppa. Zbudowano 40 pojazdów tego typu. Były one uzbrojone w 3 karabiny maszynowe, przy czym istniała możliwość zwiększenia ich liczby do 5.
Po zakończeniu I wojny światowej, w związku traktatem wersalskim, który ograniczył liczbę pojazdów pancernych w armii niemieckiej oraz wprowadził ograniczenia w ich uzbrojeniu, w 1921 roku dowództwo Reichswehry zwróciło się do firm motoryzacyjnych o budowę samochodów pancernych spełniających te wymagania. Firma Daimler zbudowała samochód pancerny, który był modernizacją wcześniej budowanego. Otrzymał on oznaczenie DZVR M 21. W celu ominięcia postanowień traktatowych, oprócz pojazdów dla wojska, zbudowano także pojazdy przeznaczone dla policji porządkowej. Wersje te różniły się tylko uzbrojeniem. Wersja wojskowa nie posiadała stałego uzbrojenia, a w czasie ćwiczeń montowano na nich jeden karabin maszynowy. Wersja policyjna uzbrojona była w dwa karabiny maszynowe i dwa pistolety maszynowe. W obu wersjach istniał możliwość zamontowania aż 6 karabinów maszynowych, tyle było bowiem stanowisk. Zbudowano 31 samochodów w wersji policyjnej i 105 w wersji wojskowej.

## Użycie
Samochody pancerne DZVR pierwszej wersji zostały wprowadzone na uzbrojenie armii niemieckiej i użyte zostały w walkach na wschodnich granicach Niemiec, także przez oddziały niemieckie znajdujące się w krajach nadbałtyckich i Ukrainie, do czego były od początku przeznaczone. W czasie walk większość z nich została zniszczona. Tylko nieznaczna ich liczba wróciła do Niemiec.
Kilka z nich (od 5 – 10) została przejętą przez powstające wojsko litewskie, od oddziałów niemieckich walczących na Litwie w 1918 roku. W wojsku litewskim były użytkowane do 1940 roku.
Wyprodukowane w latach 1921–1926 samochody DZVR M 21 zostały skierowane do oddziałów porządkowych policji pruskiej. Natomiast samochody przeznaczone dla wojska zostały zgrupowane w 1 kompanii 3 Pruskiego Batalionu Samochodowego w Berlinie-Lankwitz. Otrzymały wtedy oznaczenie wojskowe Sd.Kfz. 3. Wojskowe samochody nie posiadały stałego uzbrojenia, jedynie w okresie ćwiczeń montowano na nich jeden karabin maszynowy w przedniej wieży. Samochody był używane do momentu ich całkowitego zużycia. Ostatni będący w użyciu samochód tego typu (prawdopodobnie w wersji policyjnej) został zniszczony w kwietniu 1945 roku w czasie obrony Kancelarii Führera w Berlinie.

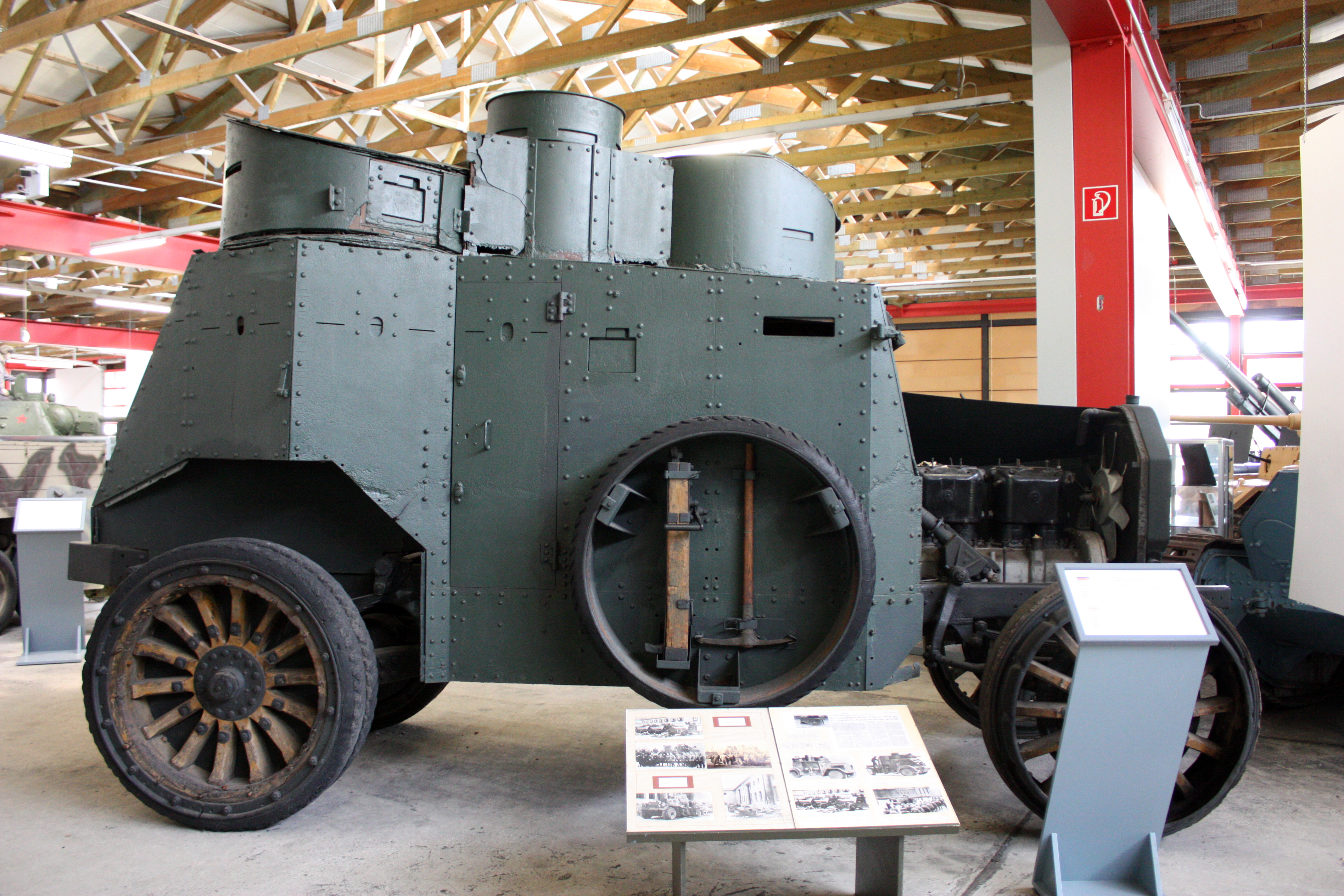
Samochód pancerny DZVR M 21 w Muzeum Wojsk Pancernych w Munster

## Opis pojazdu
Samochód pancerny DZVR był zbudowany na podwoziu ciągnika rolniczego, z jego silnikiem o mocy 100 KM oraz przekładnią z multiplikatorem. Umożliwiało to zwiększenie liczby przełożeń, co było korzystne w czasie jazdy w terenie i na nieutwardzonych drogach. Miał napęd na wszystkie koła i były one sterowne. Opancerzenie wykonane było z blach o grubości od 4 do 9 mm, w wersji M 21 zwiększono grubość do 12 mm. Na dachu pojazdu były umieszczone dwie wieżyczki. Uzbrojenie samochodu stanowiły 3 karabiny maszynowe kal. 7,92 mm, dwa umieszczone w wieżyczce i jeden w kadłubie. W kadłubie znajdowały się jeszcze dwa miejsca, gdzie można było zamontować karabin maszynowy. Wersja M 21 była natomiast wyposażona w dwa karabiny maszynowe i dwa pistolety maszynowe oraz jeszcze cztery miejsca na umieszczenie dodatkowych karabinów maszynowych.

## Życiorys
- Andrzej Antoni Kamiński, Tomasz K. Szczerbicki: Samochody pancerne i transportery opancerzone Wojska Polskiego 1918–1950. Warszawa: Almapress, 2010, s. 18-21. ISBN 978-83-7020-413-6.
- Janusz Ledwoch: Samochody pancerne (4 x 4). Warszawa: Wydawnictwo Militaria, 1996, s. 6. ISBN 83-86209-58-2.
- Г.Л. Холявский: Энциклопедия бронетанкового вооружения и техники. Колесные и полугусеничные бронеавтомобили и бронетранспортеры. Mińsk: Харвест, 204, s. 106-107. ISBN 985-13-1765-9. (ros.).